# فرانكلين (لويزيانا)
فرانكلين (بالإنجليزية: Franklin, Louisiana)‏ هي مدينة تقع في الولايات المتحدة في لويزيانا. يقدر عدد سكانها بـ 7,660 نسمة .

## التركيبة السكانية
حدّد مكتب تعداد الولايات المتحدة بيانات التركيبة السكانية لفرانكلين في تعداد الولايات المتحدة. في ما يلي، التركيبة السكانية حسب تعدادي 2000 و2010.

### تعداد عام 2000
بلغ عدد سكان فرانكلين 8,354 نسمة بحسب تعداد عام 2000، وبلغ عدد الأسر 3,026 أسرة وعدد العائلات 2,181 عائلة مقيمة في المدينة. في حين سجلت الكثافة السكانية 307.5 نسمة لكل كيلومتر مربع (796.4/ميل2). وبلغ عدد الوحدات السكنية 3,352 وحدة بمتوسط كثافة قدره 123.4 لكل كيلومتر مربع (319.6/ميل2).
وتوزع التركيب العرقي للمدينة بنسبة 47.47% من البيض و50% من الأمريكيين الأفارقة و0.63% من الأمريكيين الأصليين و0.31% من الأمريكيين ذوي الأصول الآسيوية و0.30% من الأعراق الأخرى و1.28% من عرقين مختلطين أو أكثر و0.79% من الهسبانيون أو اللاتينيون من أي عرق.
بلغ عدد الأسر 3,026 أسرة كانت نسبة 43.1% منها لديها أطفال تحت سن الثامنة عشر تعيش معهم، وبلغت نسبة الأزواج القاطنين مع بعضهم البعض 44.5% من أصل المجموع الكلي للأسر، ونسبة 22.1% من الأسر كان لديها معيلات من الإناث دون وجود شريك،  بينما كانت نسبة 5.4% من الأسر لديها معيلون من الذكور دون وجود شريكة وكانت نسبة 27.9% من غير العائلات. تألفت نسبة 25.1% من أصل جميع الأسر من عدة أفراد يعيشون في نفس المنزل ونسبة 11.5% كانت تتألف من شخص يعيش بمفرده يبلغ من العمر 65 عاماً أو أكثر. وبلغ متوسط حجم الأسرة المعيشية 2.72، أما متوسط حجم العائلات فبلغ 3.26.
بلغ العمر الوسطي للسكان 35.2 عاماً. وكانت نسبة 30.4% من القاطنين تحت سن الثامنة عشر، وكانت نسبة 8% بين الثامنة عشر والرابعة والعشرين عاماً، ونسبة 26.3% كانت واقعةً في الفئة العمرية ما بين الخامسة والعشرين والرابعة والأربعين عاماً، ونسبة 21.6% كانت ما بين الخامسة والأربعين والرابعة والستين، ونسبة 12.1% كانت ضمن فئة الخامسة والستين عاماً فما فوق. يوجد لكل 100 أنثى 82.3 ذكر، ويوجد لكل 100 أنثى في الثامنة عشر من عمرها فما فوق 78.2 ذكر.
بلغ متوسط دخل الأسرة في المدينة 24,844 دولارًا، أما متوسط دخل العائلة فبلغ 30,625 دولارًا. وكان متوسط دخل الذكور 32,188 دولارًا مقابل 16,935 دولارًا للإناث. وسجل دخل الفرد الخاص بالمدينة 12,943 دولارًا. وكانت نسبة 24.5% من العائلات ونسبة 27.6% من السكان تحت خط الفقر، وكان من هؤلاء نسبة 41.6% تحت سن الثامنة عشر ونسبة 15.6% في الخامسة والستين من العمر وما فوق.

### تعداد عام 2010
بلغ عدد سكان فرانكلين 7,660 نسمة بحسب تعداد عام 2010، وبلغ عدد الأسر 2,841 أسرة وعدد العائلات 1,953 عائلة مقيمة في المدينة. في حين سجلت الكثافة السكانية 281.9 نسمة لكل كيلومتر مربع (730.1/ميل2). وبلغ عدد الوحدات السكنية 3,184 وحدة بمتوسط كثافة قدره 117.2 لكل كيلومتر مربع (303.5/ميل2).
وتوزع التركيب العرقي للمدينة بنسبة 40.08% من البيض و56.20% من الأمريكيين الأفارقة و1.14% من الأمريكيين الأصليين و0.69% من الأمريكيين ذوي الأصول الآسيوية و0.04% من سكان جزر المحيط الهادئ و0.52% من الأعراق الأخرى و1.33% من عرقين مختلطين أو أكثر و1.85% من الهسبانيون أو اللاتينيون من أي عرق.
بلغ عدد الأسر 2,841 أسرة كانت نسبة 36.6% منها لديها أطفال تحت سن الثامنة عشر تعيش معهم، وبلغت نسبة الأزواج القاطنين مع بعضهم البعض 38.1% من أصل المجموع الكلي للأسر، ونسبة 24.7% من الأسر كان لديها معيلات من الإناث دون وجود شريك،  بينما كانت نسبة 5.9% من الأسر لديها معيلون من الذكور دون وجود شريكة وكانت نسبة 31.3% من غير العائلات. تألفت نسبة 27.5% من أصل جميع الأسر من عدة أفراد يعيشون في نفس المنزل ونسبة 12.4% كانت تتألف من شخص يعيش بمفرده يبلغ من العمر 65 عاماً أو أكثر. وبلغ متوسط حجم الأسرة المعيشية 2.63، أما متوسط حجم العائلات فبلغ 3.20.
بلغ العمر الوسطي للسكان 38.6 عاماً. وكانت نسبة 26.3% من القاطنين تحت سن الثامنة عشر، وكانت نسبة 9.2% بين الثامنة عشر والرابعة والعشرين عاماً، ونسبة 21.9% كانت واقعةً في الفئة العمرية ما بين الخامسة والعشرين والرابعة والأربعين عاماً، ونسبة 28% كانت ما بين الخامسة والأربعين والرابعة والستين، ونسبة 14.5% كانت ضمن فئة الخامسة والستين عاماً فما فوق. وتوزع التركيب الجنسي للسكان بنسبة 46% ذكور و54% إناث.

## أعلام
- جيروم وارد
- هاري كولمان
- مايك فوستر
- ميرفي جيه. فوستر
- ليونارد مارشال
- هارفي غرين
- إيرني لاد